# Big Sean
Big Sean, właściwie Sean Anderson (ur. 25 marca 1988 w Santa Monica) – amerykański raper.
W 2007 roku podpisał kontrakt płytowy z wytwórnią Kanyego Westa, GOOD Music, a w 2008 z Def Jam Recordings. Jego debiutancki album pt. Finally Famous: The Album został wydany 28 czerwca 2011. Produkcję promowano dwoma singlami: My Last nagrany wspólnie z Chrisem Brownem i I Do It. 27 sierpnia 2013 nastąpiła premiera jego drugiego albumu studyjnego Hall of Fame.
W 2014 roku został wydany jego trzeci album, Który zawiera teledyski I Don't Fuck With You z raperem E-40 oraz Blessings z Drake.

## Dyskografia
| |  | |
| Solo - 2011: Finally Famous: The Album - 2013: Hall of Fame - 2015: Dark Sky Paradise - 2017: I Decided. - 2020: Detroit 2 Mixtape'y - 2007: Finally Famous: The Mixtape - 2009: Finally Famous Vol. 2: UKNOWBIGSEAN - 2010: Finally Famous Vol. 3: BIG - 2011: For My Fans - 2012: Detroid - 2017: Double Or Nothing ft. Metro Boomin |  | Single promocyjne - 2010: "Whatever U Want" - 2011: "What Goes Around" z albumu "Finally Famous" - 2011: "So Much More" z albumu "Finally Famous" - 2011: "What Yo Name Iz?" - 2013: "Control" - 2015: "Win Some, Lose Some" z albumu "Dark Sky Paradise" Teledyski - 2009: "Getcha Some" - 2010: "What U Doin?" - 2011: "My Last" - 2011: "I Do It" - 2011: "Dance (A$$)" - 2012: "Guap" - 2013: "Fire" - 2013: "Beware" - 2014: "Ashley" - 2014: "I Don't Fuck With You" - 2015: "Paradise" - 2015: "Dark Sky (Skyscrapers)" - 2015: "Blessings" - 2015: "One Man Can Change the World" - 2015: "All Your Fault" - 2015: "I Know" - 2015: "Play No Games" - 2016: "Bounce Back" |

### Występy gościnne
- New Boyz – "I Don't Care" (feat. Big Sean), z albumu Too Cool to Care
- Kelly Rowland – "Lay It On Me" (feat. Big Sean), z albumu Here I Am
- Wiz Khalifa – "Gang Bang" (feat. Big Sean), z mixtape Cabin Fever
- Justin Bieber – "As Long As You Love Me" (feat. Big Sean), z albumu Believe
- Ariana Grande – "Right there" (feat. Big Sean), z albumu Yours Truly
- Fall Out Boy – "The Mighty fall" (feat. Big Sean), z albumu Save Rock And Roll
- Justin Bieber – "Memphis" (feat. Big Sean), z albumu Journals
- Ariana Grande – "Best Mistake" (feat. Big Sean), z albumu My Everything
- Lil Wayne – "My Homies Still" (feat. Big Sean), z albumu "I Am Not a Human Being II"
- Calvin Harris – "Open Wide" (feat. Big Sean), z albumu "Motion"
- RL Grime – "Kingpin" (feat. Big Sean), z albumu "Void"
- Justin Bieber – "No Pressure" (feat. Big Sean), z albumu "Purpose"